# 张白羽
张白羽（1989年5月16日—），廣東廣州人，中国女子体育舞蹈运动员。

## 簡歷
张白羽3歲便開始學習芭蕾舞，之後又學過民族舞、交谊舞等，至12歲開始转学拉丁舞；自小已經常參與學校大大小小的表演，亦曾參與迎接香港回归的舞蹈演出。後曾在广东省体校及广州体育学院体育艺术系學習。
2008年，张白羽在全国万人拉丁舞电视总决赛夺冠，贏得「桑巴舞王」的稱號。
2009年，张白羽與石磊出戰香港东亚运动会體育舞蹈比賽，贏得鬥牛舞金牌及牛仔舞銀牌。
2010年11月，张白羽代表中國出戰廣州亞運會，與石磊合作參加體育舞蹈比賽的拉丁舞-恰恰恰及拉丁5项舞兩個項目，奪得兩面金牌。

## 外部連結
- 2010年亚洲运动会中国代表团 - 张白羽 （页面存档备份，存于）